# 安保真
安保 真（あんぼ まこと、1962年 - ）は、北海道常呂郡佐呂間町出身の美術家。

## 人物
北海道常呂郡佐呂間町に生まれる。その後2歳半で千歳市に移住し近所のアイヌ民族の家族と交流を持ったことをきっかけにアイヌ文化と出会い興味を持ち生涯を通じて作品のモチーフとしている。
北海道造形デザイン専門学校グラフィックデザイン科卒、水泳のインストラクター、福祉施設職員、CM制作会社に勤務、その後フリーランスのデザイナーとなり、POLO.B.C.S札幌専属デザイナーとして契約ロゴデザイン、カットソーデザインを手掛ける。
1993年にコップからこぼれたコーヒーの染みをヒントとして「滲み画」の技法を着想、水滴に墨汁を垂らして水を布で拭き取り墨をにじませる工程を繰り返し濃淡を表現し、墨を幾重にも重ねて描く独自の技法「滲み画」の技法を確立し、「新しい日本の墨絵」としてNHKテレビに出演、現代墨絵作家として本格的に活動を始め、アイヌ文化と自然保護をテーマに作品を描き続ける。以来、札幌三越百貨店を中心とした企画展や海外の国際芸術展において数多くの作品を発表。またル・サロン展にも出展しフランス芸術家協会に安保真の名を刻み、悠久の墨の歴史においても無かった新しい墨の世界を切り開いた。2018年頃から海外でも表彰され、2022年には「滲み画」の商標登録も認められた。
また保護猫だった愛猫「MOMOCO」をモデルに作品を発表、プライベートブランド「Amchou Land」を立ち上げ、イベントを通して「殺処分ゼロ」をテーマに保護猫活動をしている。2023年時点では兵庫県在住。また日本スポーツ協会公認のバレーボールや水泳のコーチ資格も所持している。

## 来歴
- 1962年（昭和37年）- 北海道常呂郡佐呂間町生まれ。
- 1981年（昭和56年）- 北海道造形デザイン専門学校グラフィック科卒。
- 1993年（平成5年）- POLO.B.C.S札幌専属デザイナー契約（～1996）。
- 1994年（平成6年）- 独自の墨絵技法「滲み画」の原点が生まれ墨遊家として歩みだす。
- 1996年（平成8年）- 「滲み画」の基本形が確立しNHKテレビで発表し、現代墨絵作家として活動、主にアイヌ文化や自然保護をテーマに作品を描き始める。
- 2020年（令和2年）- プライベートブランド「Amchou Land」を立ち上げる。
- 2022年（令和４年）-保護猫・保護犬支援「Save the cats & dogs」開始。（株）IBR×安保真コラボレーションマスクmomocoモデル販売。

## 受賞

### 美術賞
- 1995年（平成7年）- 第10回北海道書作家展【奨励賞】北海道
- 1996年（平成8年）- 第１回自由工房【奨励賞】
- 1996年（平成8年）- 第19回国美芸術展【秀作賞】東京
- 2002年（平成14年）- 第1回タロットデザイン展【グランプリ】神戸
- 2007年（平成19年）- 朔日会展【入選】
- 2007年（平成19年）- 第11回全国きものデザインコンクール【日本絹業協会賞】京都
- 2008年（平成20年）- 第12回全国きものデザインコンクール 【入選】京都
- 2010年（平成22年）- 第14回全国きものデザインコンクール【入選】京都
- 2010年（平成22年）- 第11回日本フランス現代美術世界展【日仏賞】東京
- 2012年（平成24年）- 第18回SHOW CASE SHOW【入選】
- 2013年（平成25年）- 雪梁舎フィレンツェ賞【入選】新潟
- 2015年（平成27年）- 美の起源展【入選】
- 2017年（平成29年）- NEKOISM2017展【優秀賞】東京
- 2019年（令和元年）- SHIBUYA ART AWARD【入選】
- 2020年（令和2年）- 第230回ル・サロン展【MENTION】フランス
- 2021年（令和3年）- Gates Art Competition【入選】

### 音楽賞
- 2005年：米原市音楽DE街づくり作詞作曲部門（HAND IN HAND）- 優良賞
- 2007年：第1回唄ポエム – 審査員特別賞
- 2008年：銀座音楽ビアホールライオン20周年記念ソング作詞部門 -大賞/採用

## 個展
- 1996：静粛と幻想の中に 展 -  gallery Ikor  - 札幌
- 1998：梟と森 展　₋ 三越スカイギャラリー – 千歳
- 1999：梟と森 展 - 北見東急百貨店（‘00.’07）- 北見
- 2001：安保真 展 - 夢小樽美術館 – 小樽
- 2002：安保真 展 - ゆきんこぎゃらりい（～‘12.’20）- 稲美
- 2004：安保真 展 - 神戸大丸百貨店（‘05.’07）- 神戸
- 2007：安保真 展 - 六本木ヒルズumu - 東京
- 2008：安保真 展 - 札幌三越百貨店（‘09.’11.‘12.’15.‘17.’19）- 札幌
- 2008：安保真ふるさと展 - 佐呂間町教育委員会（例年） - 佐呂間
- 2018：安保真 展 - DIAROOM - 大阪
- 2018：安保真 展 - 表参道ヒルズGallery KOWA - 東京

## 主な出展
- 1997：街角キャンパスの仕掛け人展 - 札幌芸術の森美術館 – 札幌
- 1999：北のデザイン展 - 北海道立近代美術館 – 札幌
- 2000：ソウル国際芸術祭 – Kwanghwamun Gallery – ソウル
- 2000：フィンランド国際芸術祭 – Virastoalon Gallery  - フィンランド
- 2010：第41回フランス美術賞展 – アーミン城 – フランス
- 2011：第43回メキシコ美術賞展 – バジャルタコンベンションセンター – メキシコ
- 2012：ARTEXPO NEW YORK2012 – Pier92 – ニューヨーク
- 2013：Flanders Expo Gent Belgium – Gent BELGIUM – ベルギー
- 2019：サンリス弟1回アートサクレフェスティバル - サン・ピエール教会 – フランス
- 2020：Made in Japan展 – NohoM 55 Gallery – ニューヨーク
- 2020：第230回ル・サロン展 – グラン・パレ – フランス
- 2022：JCAT Gallery Online Exhibition "NEW"/ JCAT-NY

## 主な作品収蔵
- 鵡川町役場（鵡川町/滲み画）
- 佐呂間町役場（佐呂間町/滲み画）
- 医療法人社団 倭会 ミネルバ病院（伊達市/滲み画）
- 勤医協中央病院（札幌市/滲み画）
- ゆきんこぎゃらりい（稲美町/滲み画）

## デザイン作品
- 1993年：POLO.B.C.S – カットソーデザイン、ロゴデザイン – 札幌市
- 1996年：北海道限定ZIPPO - イラスト、ロゴデザイン - 札幌市
- 1998年：ミネルバ病院 - シンボルマークデザイン – 伊達市
- 2001年
  - 北海道国際航空 - AIR DO Party2001 - シンボルマークデザイン – 北海道
  - 道央クラブバレーボール連盟 – 旗章デザイン – 札幌市
  - 深澤雅一CD「キャッチボール」ジャケットデザイン – 札幌市
- 2002年
  - 北海道クラブバレーボール連盟 – 旗章デザイン – 北海道
  - 北海道ライフセーバー – ユニフォームデザイン – 北海道
  - 北海道スポーツ指導者協議会 – シンボルマーク- 北海道
  - コンサドーレ札幌 - ファンクラブプレゼント用Tシャツデザイン – 札幌市
- 2004年：ミネルバ病院 – グループホームねねむ – シンボルマークデザイン – 伊達市
- 2005年：ミネルバ病院 – 社会福祉法人タラプ – シンボルマークデザイン – 伊達市
- 2006年
  - ミネルバ病院 – 認知症対応型グループホームしずく – シンボルマークデザイン – 登別市
  - ミネルバ病院 – 介護付有料老人ホームチエロ – シンボルマークデザイン – 室蘭市
- 2009年：道の駅みのり - 物産館みのりシンボルマークデザイン – 佐呂間町
- 2014年：株式会社 環境ネットワーク – シンボルマークデザイン – 甲府市
- 2015年
  - 天満神社 – 法被デザイン – 稲美町
  - 佐呂間町サポーターズ倶楽部 - イメージデザイン – 佐呂間町
- 2017年
  - 恵美酒神社 – 法被デザイン – 稲美町
  - 深澤雅一CD「4丁目の空」ジャケットデザイン - 札幌市
- 2021年　　
  - 天満神社国北法被デザイン - 稲美
  - 天満神社国北獅子舞油単デザイン - 稲美
  - そーめん揖保乃糸文字デザイン - 姫路
  - 東播工業高等学校「極」ポロシャツデザイン - 加古川